# لری هیوز
لری هیوز (انگلیسی: Larry Hughes؛ زادهٔ ۲۳ ژانویهٔ ۱۹۷۹) بازیکن بسکتبال اهل ایالات متحده آمریکا است.

## حرفه
از باشگاه‌هایی که در آن بازی کرده‌است می‌توان به شیکاگو بولز، اورلندو مجیک، گلدن استیت واریرز، شارلوت هورنتس، فیلادلفیا سونتی‌سیکسرز، واشینگتن ویزاردز، نیویورک نیکس، و کلیولند کاوالیرز اشاره کرد.